# Красногвардейский район (1936—1960)
Красногвардейский — упразднённый район Москвы, существовавший с 1936 по 1960 год. Район был образован в 1936 году из восточной части Бауманского района. В 1960 году частично вошёл в состав обновлённого Бауманского района.

## Границы
Улица Куйбышева, Маросейка, Покровка, Земляной вал, улица Маркса, улица Радио, Разумовская набережная, Сыромятническая улица, улица Воронцово Поле, Солянка, площадь Ногина, улица Разина.
Основными площадями района были: Старая площадь (Москва) и площадь Ногина.

## Население
По данным[каким?] на 1936 год население района составляло 85,5 тыс. человек.